# Fernando González Bermúdez
Fernando González Bermúdez. Científico, ambientalista y político cubano. Doctor en Medicina y Doctor en Ciencias. Ha transitado por diferentes instituciones científicas cubanas. Dirigió el Macroproyecto para la investigación científica e innovación tecnológica sobre los peligros y vulnerabilidades del litoral y ejerció como Viceministro Primero del Ministerio de Ciencia, Tecnología y Medio Ambiente de Cuba, CITMA. 

## Datos biográficos
Nació en la ciudad de Matanzas el 25 de septiembre de 1946. 

### Estudios
Graduado de medicina en la Universidad de La Habana en el año 1969. Posteriormente, en el año 1975, obtuvo el grado de Doctor en Ciencias especializándose en embriología. En el año 1982, obtuvo la categoría de Investigador Titular.

### Carrera profesional
Por más de 40 años su labor ha sido sostenida en el campo de la ciencia, ocupando varios cargos en ese ámbito : Subdirector del Centro Nacional de Sanidad Agropecuaria (1976-1978), Director del Instituto de Zoología de la Academia de Ciencias de Cuba (1979-1983), Director General y fundador del Centro Nacional de Producción de Animales de Laboratorio (CENPALAB) (1982-2004) del área de la Biotecnología. Del año 2004 al 2009 ocupa el cargo de Viceministro Primero y al fallecimiento de la Ministra de Ciencia, Tecnología y Medio Ambiente Rosa Elena Simeón Negrín ocupa el cargo de Ministro en funciones del CITMA.
En los últimos años centró su trabajo en el medio ambiente. Dirigió el Macroproyecto para la investigación científica e innovación tecnológica sobre los peligros y vulnerabilidades del litoral en el Programa de Gestión del Cambio Climático aprobado por el Consejo de Ministros.
Desempeñó un papel protagónico en el Plan de Estado cubano para el enfrentamiento al cambio climático, llamada Tarea Vida.  Dicho plan fue aprobado por el Consejo de Ministros en el año 2017, con el fin de contrarrestar los daños que pudieran ocurrir en Cuba a causa del cambio climático en los próximos años.
Presentó el plan Tarea Vida en otros países, como fue en el propio año 2017 ante representantes del gobierno de los Países Bajos (Holanda). 
Como parte de su labor en el enfrentamiento del cambio climático, en el año  2016  firmó por el Instituto de Meteorología (INSMET) y el Ministerio de Ciencia, Tecnología y Medio Ambiente (CITMA), un Memorándum de Entendimiento sobre la cooperación para el intercambio de información e investigación en tiempo y clima con la Administración Nacional Oceánica y Atmosférica (NOAA) del Departamento de Comercio de los Estados Unidos.
Participó en numerosos eventos internacionales como jefe de delegación o como miembro en la  Conferencia de los Estados Partes de la Convención Marco de las Naciones Unidas sobre el Cambio Climático. Además, el Dr. Fernando Mario González Bermúdez, fue miembro del Parlamento Cubano entre los años 1998 y 2013. 
El Dr. González Bermúdez participó en el debate general de la Cuarta Conferencia de Revisión de la Convención sobre Armas Químicas que tuvo lugar en noviembre del año  2018 en La Haya, que es la sede de la OPAC.
Ha sido miembro de sociedades científicas internacionales en las esferas de la experimentación animal.

## Reconocimientos
- Orden C.J. Finlay
- Orden Blas Roca Calderío
- Distinción Juan Tomás Roig
- Premio Nacional de Medio Ambiente 2024, que otorga el Ministerio de Ciencia, Tecnología y Medio Ambiente de Cuba (CITMA). .[8]